# Ricky Martin (1999)
Ricky Martin è il quinto album in studio del cantante portoricano Ricky Martin pubblicato l'11 maggio 1999 dall'etichetta discografica Sony Music.

## Tracce
1. Livin' la vida loca – 4:03 (Robi Rosa, Desmond Child)
2. Spanish Eyes – 4:05 (Robi Rosa, Desmond Child)
3. She's All I Ever Had – 4:55 (Jon Secada, Robi Rosa, George Noriega)
4. Shake Your Bon-Bon – 3:12 (Robi Rosa, Desmond Child, George Noriega)
5. Be Careful (Cuidado Con Mi Corazón) (con Madonna) – 4:02 (Madonna, William Orbit)
6. I Am Made Of You – 4:39 (Robi Rosa, Desmond Child)
7. Love You For A Day – 3:45 (Randall Barlow, Robi Rosa, Desmond Child)
8. Private Emotion (feat. Meja) – 4:01 (Eric Bazilian, Robert Hyman)
9. The Cup of Life (Spanglish Radio Edit) – 4:37 (Robi Rosa, Luis Gómez Escolar, Desmond Child)
10. You Stay With Me – 4:12 (Diane Warren)
11. Livin' la vida loca (Spanish Version) – 4:03 (Robi Rosa, Luis Gómez Escolar, Desmond Child)
12. I Count The Minutes – 4:17 (Diane Warren)
13. Bella (She's All I Ever Had) – 4:54 (Luis Gómez Escolar, George Noriega, Jon Secada, Robi Rosa)
14. María (Spanglish Radio Edit) – 4:31 (Robi Rosa, Luis Gómez Escolar, KC Porter)

## Classifiche

### Classifiche settimanali
| Classifica (1999-00) | Posizione massima |
| -------------------- | ----------------- |
| Australia            | 1                 |
| Austria              | 3                 |
| Belgio (Fiandre)     | 16                |
| Belgio (Vallonia)    | 21                |
| Canada               | 1                 |
| Danimarca            | 5                 |
| Finlandia            | 1                 |
| Francia              | 21                |
| Germania             | 2                 |
| Giappone             | 5                 |
| Irlanda              | 38                |
| Italia               | 20                |
| Norvegia             | 1                 |
| Nuova Zelanda        | 1                 |
| Paesi Bassi          | 18                |
| Portogallo           | 10                |
| Regno Unito          | 2                 |
| Spagna               | 1                 |
| Stati Uniti          | 1                 |
| Svezia               | 3                 |
| Svizzera             | 2                 |
| Taiwan               | 2                 |
| Ungheria             | 3                 |

### Classifiche di fine anno
| Classifica (1999) | Posizione |
| ----------------- | --------- |
| Australia         | 6         |
| Austria           | 17        |
| Belgio (Fiandre)  | 73        |
| Belgio (Vallonia) | 71        |
| Germania          | 25        |
| Nuova Zelanda     | 2         |
| Paesi Bassi       | 56        |
| Regno Unito       | 35        |
| Stati Uniti       | 5         |
| Svizzera          | 14        |
| Classifica (2000) | Posizione |
| Australia         | 72        |
| Germania          | 84        |
| Nuova Zelanda     | 48        |
| Stati Uniti       | 42        |